# 小行星4576
小行星4576（英語：4576 Yanotoyohiko）是一颗围绕太阳公转的小行星。1988年2月10日，小島卓雄在千代田发现了此天体。
这颗小行星的绝对星等为221.25717等。